# Albin Belar
Albin Belar, slovenski seizmolog, naravoslovec, naravovarstvenik, izumitelj žepnih radijskih sprejemnikov in začetnik radijskih oddaj na Slovenskem, * 21. februar 1864, Ljubljana, † 1. januar 1939, Polom pri Kočevju.

## Življenjepis
Albin Belar, sin skladatelja Leopolda Belarja in njegove žene Marije (roj. Mucko) se je rodil v Ljubljani, kjer je hodil v šolo in na Realki leta 1883 tudi maturiral. Po končani srednji šoli je nadaljeval študij na visoki tehniški šoli na Dunaju in v  Gradcu ter kasneje na univerzi na Dunaju, kjer je po končanem študiju postal profesor kemije in naravoslovja. Tam je leta 1890 tudi doktoriral.
Po doktoratu je odšel v Reko, kjer je sprejel službo asistenta za kemijo in naravoslovje na mornariški akademiji. Tam se je začel tudi resneje zanimati za seizmologijo in kemijsko tehnologijo. 
Leta 1896 se je vrnil v Ljubljano in začel poučevati kemijo in naravoslovje na ljubljanski realki. Postal je tudi sodni izvedenec za kemijo, objavljal pa je tudi znanstvene razprave v takrat najbolj znanih znanstvenih revijah s področja kemije, mineralogije in geomorfologije in seizmologije.
Leta 1897 je v Ljubljani na Vegovi ulici ustanovil prvo potresno postajo na ozemlju Slovenije in v tedanji habsburški monarhiji nasploh. S tem je postavil temelje seizmologije v tedanji državi, Ljubljana pa je postala pomembno središče evropske seizmološke znanosti. V naslednjih letih se je ukvarjal z izdelavo »tremomerov«, kakor je imenoval priprave za merjenje potresov. Te naprave je kmalu tako izpopolnil, da so dolgo veljali za najboljše na svetu. Članke in razprave o potresnih meritvah je objavljal v mednarodnih znanstvenih revijah, med letoma 1901 in 1910 pa je tudi sam izdajal mesečnik Die erdbebenwarte in revijo Monatsmitteilungen, v kateri je objavljal opazovanja ljubljanske seizmološke postaje. Poleg ljubljanske seizmološke postaje je Belar namestil tudi več seizmografskih aparatov na Češkem ter postavil seizmološko postajo v Beogradu.
Poleg seizmologije se je Belar še vedno ukvarjal tudi z drugimi področji naravoslovja: kemijo, mineralogijo, geologijo, pa tudi s tehniko. Poleg tremomerov je v svoji delavnici izumil in sestavil prvi žepni radijski sprejemnik. Radijska tehnika je postala tako njegova druga ljubezen, zaradi česar je postal pobudnik javnih radijskih oddaj na slovenskem. 
Poleg znanosti je Belar oboževal naravo, še posebej pri srcu pa so mu bile slovenske gore, kamor je pogosto zahajal. Belar je eden idejnih očetov zaščitene doline Triglavskih jezer in Triglavskega narodnega parka. 
Takoj po prvi svetovni vojni so Belarja oblasti neutemeljeno ožigosale za slovenskega nacionalista in nemškutarja, zaradi česar so ga leta 1919 na silo upokojili in mu zaplenili vso opremo, knjižnico in arhiv ter ga izselili iz stanovanja v Ljubljani. Belar se je bil primoran preseliti v družinsko vilo v Podhom pri Bledu, kjer je imel manjšo potresno opazovalnico. Načrte za vilo mu je narisal sošolec Maks Fabiani. Tam je poskušal nadaljevati z delom, vendar je v začetku tridesetih let 20. stoletja zbolel in se je bil prisiljen odpovedati raziskovanju. Preselil se je k prijateljem v Polom pri Kočevju, kjer je 1. januarja 1939 umrl. Njegov nagrobnik na ljubljanskih Žalah je bil zaradi nemarnosti novih lastnikov groba na prehodu v enaindvajseto stoletje žal umaknjen, na Belarjevo prvo potresno opazovalnico pa spominja spominska plošča ob vhodu na srednjo šolo na Vegovi ulici v Ljubljani. Geofizik in seizmolog Janez K. Lapajne je v devetdesetih letih dvajsetega stoletja obudil in uveljavil pomen prvega slovenskega seizmologa.